# Mats Haglund
Per Mats Haglund, född 9 maj 1976, är en svensk fotbollsspelare (anfallare) i division 3-laget BK Derby, Linköping.
Haglunds moderklubb är Malmköpings IF. Han har även spelat för Eskilstuna City i division 2. Säsongerna 1995 – 1998 gjorde Haglund totalt 21 mål för Eskilstunalaget i division 2 Södra Svealand. Till säsongen 1999 gick han till Åtvidabergs FF. Två säsonger i alliansföreningen FK Linköping, dit han kom 2009, har han också hunnit med.
Haglunds bästa säsong målmässigt var 2003 i Superettan med Åtvidabergs FF då han hittade nätet 15 gånger. 
Han har även spelat i BK Häcken i fotbollsallsvenskan.